# Lletres clàudies

Les lletres clàudies en Times New Roman.

Les lletres clàudies són tres grafies que va intentar introduir l'emperador Claudi a l'alfabet llatí sense gaire èxit. Eren les següents:
- antisigma: una C invertida usada per simbolitzar els dígrafs bilabials (/ps/ i /bs/, com a plebs i urbs) o com a variant del numeral per a cent
- digamma inversum: una F cap per avall, ideada per desfer l'ambigüitat entre el so consonàntic i vocàlic de la U.
- sonus medius: mitja H, per indicar la vocal tancada anterior arrodonida, present a paraules com optimus/optumus i libet/lubet i al nom Sila/Sula. (aquest lloc va ser cobert amb la introducció de la Y anys més tard)